# Bất đẳng thức Agmon
Trong giải tích toán học, các bất đẳng thức Agmon bao gồm hai bất đẳng thức nội suy có liên quan chặt chẽ giữa các không gian {\displaystyle L^{\infty }} và không gian Sobolev {\displaystyle H^{s}}, rất hữu ích trong việc nghiên cứu các phương trình đạo hàm riêng. Kết quả này được đặt tên theo Shmuel Agmon, nhà toán học người Israel.

## Phát biểu
Cho {\displaystyle u\in H^{2}(\Omega )\cap H_{0}^{1}(\Omega )}, trong đó {\displaystyle \Omega \subset \mathbb {R} ^{k}} với {\displaystyle k=2,3} khi đó bất đẳng thức Agmon khẳng định tồn tại hằng số {\displaystyle C} sao cho
- Trường hợp {\displaystyle k=2}:

{\displaystyle \|u\|_{L^{\infty }(\Omega )}\leq C\|u\|_{L^{2}(\Omega )}^{1/2}\|u\|_{H^{2}(\Omega )}^{1/2}}
- Trường hợp {\displaystyle k=3}:

{\displaystyle \|u\|_{L^{\infty }(\Omega )}\leq C\|u\|_{H^{1}(\Omega )}^{1/2}\|u\|_{H^{2}(\Omega )}^{1/2}}
và
{\displaystyle \|u\|_{L^{\infty }(\Omega )}\leq C\|u\|_{L^{2}(\Omega )}^{1/4}\|u\|_{H^{2}(\Omega )}^{3/4}}.
- Đối với trường hợp tổng quát {\displaystyle n-}chiều: chọn {\displaystyle s_{1},s_{2}} sao cho {\displaystyle s_{1}<{\frac {n}{2}}<s_{2}}. Khi đó, nếu {\displaystyle 0<\theta <1} và {\displaystyle {\frac {n}{2}}=\theta s_{1}+(1-\theta )s_{2}}, tồn tại hằng số {\displaystyle C} sao cho

{\displaystyle \|u\|_{L^{\infty }(\Omega )}\leq C\|u\|_{H^{s_{1}}(\Omega )}^{\theta }\|u\|_{H^{s_{2}}(\Omega )}^{1-\theta }}
với mọi {\displaystyle u\in H^{s_{2}}(\Omega )}.